# Black Inc Cycling Team
Das Black Inc Cycling Team ist ein Radsportteam aus Laos mit Sitz in Berakas.
Die Mannschaft wurde 2012 gegründet und nimmt als Continental Team an den UCI Continental Circuits teil. Manager war Mohd Yafiz Jamaludin, der von dem Sportlichen Leiter Jamal Mutaqin unterstützt wurde. 2017 wurde es bei der UCI nicht mehr registriert.

## Saison 2016

### Abgänge – Zugänge
| Zugänge               | Team 2015                                | Abgänge                     | Team 2016                         |
| --------------------- | ---------------------------------------- | --------------------------- | --------------------------------- |
| Bambang Suryadi       | Pegasus Continental Cycling Team         | Ariya Phonsavath            | Unbekannt                         |
| Logan Griffin         | search2retain-health.com.au Cycling Team | Roman Van Uden              | Unbekannt                         |
| Rien Schuurhuis       |                                          | Jos Koop                    | Start-Vaxes Partizan Cycling Team |
| Soukpasong Phitsalath |                                          | Rob Gitelis                 | Unbekannt                         |
| Stephen Ong           |                                          | Jules Goguely               | Unbekannt                         |
| Ben Marshall          |                                          | Daniel Abraham              | Unbekannt                         |
|                       |                                          | Ben Marshall (bis 26. Juli) | Unbekannt                         |

### Mannschaft
| Name                   | Geburtstag         | Nationalität | Team 2017        |
| ---------------------- | ------------------ | ------------ | ---------------- |
| Hari Fitrianto         | 20. Juni 1985      | Indonesien   |                  |
| Logan Griffin          | 19. Mai 1995       | Neuseeland   |                  |
| Souliyavong Khamsiveth | 3. April 1996      | Laos         |                  |
| Ji Wen Low             | 27. Oktober 1989   | Singapur     |                  |
| Lex Nederlof           | 10. Juni 1966      | Niederlande  |                  |
| Fazlin Adhili Mustafa  | 1. September 1990  | Malaysia     |                  |
| Stephen Ong            | 9. Juni 1975       | Malaysia     |                  |
| Soukpasong Phitsalath  | 13. April 1997     | Laos         |                  |
| Thavone Phonasa        | 12. Januar 1994    | Laos         |                  |
| Rien Schuurhuis        | 12. August 1982    | Niederlande  |                  |
| Bambang Suryadi        | 8. April 1990      | Indonesien   | KFC Cycling Team |
| Quenheuan Thepvongsa   | 22. Oktober 1990   | Laos         |                  |
| Soutisack Vandila      | 8. August 1996     | Laos         |                  |
| Projo Waseso           | 25. September 1987 | Singapur     |                  |

## Platzierungen in UCI-Ranglisten
UCI America Tour
| Saison    | Mannschaftswertung | Fahrerwertung          |
| --------- | ------------------ | ---------------------- |
| 2012      | 42.                | John Bohn Ebsen (299.) |
| 2013-2016 | -                  | -                      |

UCI Asia Tour
| Saison | Mannschaftswertung | Fahrerwertung         |
| ------ | ------------------ | --------------------- |
| 2012   | 29.                | John Bohn Ebsen (88.) |
| 2013   | 21.                | Hari Fitrianto (63.)  |
| 2014   | 14.                | Roman Van Uden (23.)  |
| 2015   | 39.                | Hari Fitrianto (110.) |
| 2016   | 79.                | Hari Fitrianto (418.) |

UCI Europe Tour
| Saison    | Mannschaftswertung | Fahrerwertung          |
| --------- | ------------------ | ---------------------- |
| 2012-2013 | -                  | -                      |
| 2014      | 125.               | Roman Van Uden (1057.) |
| 2015-2016 | -                  | -                      |